# Anne Fornier
Anne Fornier (1978, Annecy Haute-Savoie Francia), humanista, geógrafa y vulcanóloga, está comprometida con los problemas de resiliencia en tierras volcánicas.
Su experiencia en la gestión de riesgos medioambientales y sus conocimientos en materia de resiliencia, adquiridos en el marco de las Naciones Unidas, constituyen un importante diferencial a la hora de garantizar un futuro sostenible para las nuevas generaciones.

## Biografía
Al terminar la universidad, trabajó en Terra Incognita, una agencia de viajes culturales francesa. Viajó a la India, Pakistán y Etiopía, aprovechando la oportunidad para estudiar e investigar los volcanes. Participó en viajes "especiales de erupción" a volcanes activos como guía.
Dirigió su primera expedición a las islas Vanuatu en 2003, a la edad de 25 años. A sus 26 años, ha registrado más de 33 erupciones activas.
Su experiencia y contactos con las comunidades locales que viven en zonas volcánicas le llevaron a crear la ONG "Peuples et Volcans du Monde", que se centra en la gestión de riesgos y el impacto de la lluvia ácida en la población civil.
En 2004, tras muchos viajes, decidió vivir en un pequeño pueblo de Saboya (Francia) para criar a sus hijos.
Tras su divorcio, vive con sus hijos en Barcelona, en el barrio de Gracia.
En 2016 creó la agencia de viajes Volcanic Travel / Volcanes Emociones, una agencia de viajes especializada en zonas volcánicas con la propuesta de diferentes viajes a través de los cuales descubrir los volcanes y sus ecosistemas.
En 2018, fundó Volcano Active Foundation, una fundación internacional destinada a mitigar los riesgos volcánicos y mejorar la calidad de vida de las personas que viven en las zonas de riesgo volcánico más desfavorecidas.

## Compromisos

### Resiliencia de las personas y los ecosistemas
En 2019, Anne Fornier fundó la Volcano Active Foundation.
La Fundación Volcano Active Responsibility, registrada en el Ministerio de Justicia español con el número 2195, es una fundación sin ánimo de lucro dedicada al estudio, conocimiento, divulgación y sensibilización del mundo volcánico. El objetivo de la fundación es aumentar la resiliencia de los habitantes y los ecosistemas de las zonas volcánicas.
Desde 2021, la fundación forma parte del Pacto Mundial de las Naciones Unidas.
La fundación establece directrices comunes de gobernanza en los ecosistemas volcánicos para la reducción del riesgo de catástrofes mediante la creación de una red internacional de estudios.
La Fundación actúa directamente sobre
- Comprender el riesgo de catástrofe.
- Reforzar la gobernanza del riesgo de catástrofes.
- Investigar los factores de reducción del riesgo de catástrofes para mejorar la resiliencia.
- Concienciar sobre las catástrofes para dar una respuesta eficaz e inmediata y trabajar en la reconstrucción de la manera más rápida y rentable.

### Sensibilización sobre el riesgo de una erupción calcárea en el lago Kivu de la República Democrática del Congo
En 2017, Anne Fornier se reunió con Charles Balagizi, jefe de la sección de geoquímica del agua (geoquímica y medio ambiente) de Kivu Norte, y coordinador del Supersitio Virunga. Este encuentro le permitió tomar conciencia del problema de las erupciones calcáreas de estos lagos volcánicos. Las complejidades geopolíticas y geográficas, así como el impacto humano y medioambiental, fueron uno de los principales motores para la creación de la fundación.
Las acciones de apoyo a la labor de Charles Balagizi, ya sean materiales, humanas o de formación (de equipos congoleños en los nuevos avances tecnológicos) son para la fundación grandes problemas medioambientales, humanos y económicos en todo el mundo.

### La importancia de la educación
Anne Fornier sitúa la educación en el centro de los proyectos de la Volcano Active Foundation con su programa Volcano School. Considera que la educación es un pilar fundamental para crear conciencia de los riesgos. Trabaja con los programas de las Naciones Unidas para desarrollar acciones directas para la generación más joven.

### Protección de especies y tradiciones endémicas
Gracias a sus expediciones sobre el terreno en las zonas más aisladas del mundo, Anne Fornier tomó conciencia de la vulnerabilidad de los ecosistemas volcánicos. Decidió actuar a través del programa Volcano Care para preservar la biodiversidad y las tradiciones ancestrales.
La conservación de especies endémicas y del patrimonio inmaterial se convirtió en un leitmotiv de la fundación.

## Publicaciones
1.     La Terra i Els Volcans [archive] (en catalan) / ISBN 978-84-1398-097-3 / mars 2021 / Autores : Anne Fornier [archive] & Fernando Minguela.
2.     La Tierra y los Volcanes [archive] (en español) / ISBN 978-84-1398-096-6 / mars 2021 / Autores : Anne Fornier [archive] & Fernando Minguela.
3.     Roman autobiographique Volcanique (en francés) / Éditions Amphora / ISBN 978-24-9228-404-5 / Autores : Anne Fornier & Cécile Martin Cocher.